# Küçükgeçit, Aşkale
Küçükgeçit là một xã thuộc huyện Aşkale, tỉnh Erzurum, Thổ Nhĩ Kỳ. Dân số thời điểm năm 2011 là 251 người.